# Autoestrada A29 (Itália)
A Autoestrada A29 é uma autoestrada da Itália que conecta Palermo a Mazara del Vallo e, através de uma ligação, a Trápani e Marsala. Com 114 km, sua gestão está a cargo da concessionária ANAS. É também pertencente à rede de estradas europeias, fazendo parte do traçado da E90 e da E931.

## Percurso
| Palermo - Mazara del Vallo |                                 |       |       |           |                  |
| Tipo                       | Saída                           | ↓km↓  | ↑km↑  | Província | Estrada europeia |
|                            | Raccordo A29-Palermo            | -     | -     | PA        |                  |
|                            | Tommaso Natale Mondello         | 0,0   | 114,8 | PA        |                  |
|                            | Capaci                          | 4,4   | 109,4 | PA        |                  |
|                            | Carini                          | 7,6   | 106,2 | PA        |                  |
|                            | aeroporto Falcone-Borsellino    | 13,5  | 100,3 | PA        |                  |
|                            | Villagrazia di Carini           | 15,1  | 98,7  | PA        |                  |
|                            | Cinisi                          | 17,6  | 96,2  | PA        |                  |
|                            | Terrasini                       | 23,5  | 90,3  | PA        |                  |
|                            | Montelepre                      | 29,0  | 84,8  | PA        |                  |
|                            | Partinico                       | 30,9  | 82,9  | PA        |                  |
|                            | Area di parcheggio "Giambruno"  | 34,7  | 79,1  | PA        |                  |
|                            | Balestrate                      | 39,8  | 74,0  | PA        |                  |
|                            | Alcamo est                      | 44,8  | 69,0  | TP        |                  |
|                            | Area di parcheggio "Costa Gaia" | 47,0  | 66,8  | TP        |                  |
|                            | Castellammare del Golfo         | 47,7  | 66,1  | TP        |                  |
|                            | Alcamo ovest                    | 51,0  | 62,8  | TP        |                  |
|                            | Trapani Birgi                   | 53,0  | 60,8  | TP        |                  |
|                            | Gallitello                      | 65,4  | 48,4  | TP        |                  |
|                            | Salemi                          | 76,4  | 37,4  | TP        |                  |
|                            | S. Ninfa                        | 84,1  | 29,7  | TP        |                  |
|                            | Castelvetrano                   | 93,5  | 20,3  | TP        |                  |
|                            | Campobello di Mazara            | 97,8  | 16,0  | TP        |                  |
|                            | Area di parcheggio "Fontanelle" | 100,5 | 13,3  | TP        |                  |
|                            | Mazara del Vallo                | 114,8 | 0,0   | TP        |                  |
|                            | Sud Occidentale Sicula          | -     | -     | TP        |                  |